# Mount Olive (condado de Coosa)
Mount Olive es un lugar designado por el censo ubicado en el condado de Coosa en el estado estadounidense de Alabama. En el Censo de 2010 tenía una población de 371 habitantes y una densidad poblacional de 27,7 personas por km².

## Geografía
Mount Olive se encuentra ubicado en las coordenadas 33°4′33″N 86°7′55″O / 33.07583, -86.13194. Según la Oficina del Censo de los Estados Unidos, Mount Olive tiene una superficie total de 21.55 km², de la cual 21.55 km² corresponden a tierra firme y (0.04 %) 0.01 km² es agua.

## Demografía
Según el censo de 2010, había 371 personas residiendo en Mount Olive. La densidad de población era de 27,7 hab./km². De los 371 habitantes, Mount Olive estaba compuesto por el 74.93 % blancos, el 23.18 % eran afroamericanos, el 0.54 % eran amerindios, el 0 % eran asiáticos, el 0 % eran isleños del Pacífico, el 0 % eran de otras razas y el 1.35 % pertenecían a dos o más razas. Del total de la población el 0.54 % eran hispanos o latinos de cualquier raza.